# Крымский поход на Русь (1571)
Крымский поход на Русь 1571 года — военный поход крымского хана Девлет-Гирея на Русское государство, в ходе которого ему удалось обойти оборонительные позиции русского войска и подойти к Москве. В результате боёв в посадах начался крупный московский пожар. Из-за сильного ветра и жары столица, за исключением Кремля, сгорела практически полностью. После этого ханское войско ушло на юго-восток, разорив рязанские земли. В результате похода погибло 80—120 тысяч человек и было уведено в плен около 60 тысяч человек.

## История

### Поход и нападение на Москву
После распада Золотой Орды на её бывших территориях сформировались несколько государств, граничащих с Русским государством. Одним из таких образований было Крымское ханство, правители которого периодически совершали грабительские набеги на русские земли. В 1551 году крымским ханом стал Девлет-Гирей. Русскому государству удалось отразить нападения крымскотатарских войск после завоевания Казанского и Астраханского ханств. Однако ведение затяжной Ливонской войны ослабило русские силы, из-за чего набеги с юга участились.
В 1570 году полководец князь Михаил Воротынский доложил царю о неудовлетворительной работе станичной и сторожевой служб на южных рубежах государства. В начале следующего года под руководством князя проводились служебные реформы, которые, однако, к моменту прихода Девлет-Гирея ещё не были полностью реализованы. 16 февраля 1571 года Воротынский назначил новый устав сторожевой и пограничной службы, уделив особое внимание охране степных территорий и обнаружению татарских «воинских людей». Новая оборонительная система на юге состояла из подвижных и неподвижных элементов.

Карта населённых пунктов упомянутых в статье

Весной того же года Девлет-Гирей собрал войско численностью до 40 тысяч воинов и напал на Русь. Хотя в российской историографии традиционно считалось, что хан шёл прямо на Москву, современные исследования исходят из того, что хан вряд ли рассчитывал на то, что ему удастся нанести поражение русскому войску и выйти к Москве. Первоначальной целью крымского набега была добыча полона (ясыря) для компенсации долгого отсутствия в Крыму «поминок» из Москвы и Вильно. Подтверждением этому является относительно небольшая численность войска, а также отсутствие в нём артиллерии и пехоты. Однако хана убедили идти на Москву сообщения от русских перебежчиков: в городе были голод, казни, отсутствовало ополчение. Возможно, здесь имела место целенаправленная дезинформация и попытки заманить ханское войско под Серпухов, где его на окских укреплённых позициях ожидал «береговой» разряд, за которым расположились ещё два крупных разряда — опричный и заречный. Общая численность русских войск составляла от 35 до 40 тысяч воинов, главным образом пехоты.
Однако хан, через своих разведчиков почуяв подвох, предпринял обходной манёвр русских войск с запада. Незаметно для русских дозоров его войско переправилось через Оку под Перемышлем, затем переправилось через Угру и с неожиданного направления устремилось к Москве, разбив по пути опричный отряд Я. Ф. Волынского. Русские воеводы снялись со своих позиций и поспешили к Москве. Одновременно в столицу стекались вытесненные с захваченных территорий беженцы. Иван IV, узнав о скором приближении крымской армии, уехал в Ростов.
К 23 мая (2 июня) 1571 года татарские войска приблизились к Москве, разбив лагерь под Коломенским. В то же время в город вошли русские воеводы. Войско Ивана Бельского стояло на Большой улице, а полк Ивана Мстиславского и Ивана Шереметева Меньшего — на Якиманке. Передовой полк Михаила Воротынского и Петра Татева стоял на Таганском лугу, опричное войско Василия Тёмкина-Ростовского находилось за Неглинной. По свидетельству летописцев, «князь Иван Дмитриевич Бельской выезжал против крымских людей за Москву реку на луг за Болото и дело с ними делал». В ходе боя крымцы оттеснили русских, князь Бельский был ранен, а по городу стремительно распространился пожар.

### Пожар в столице
24 мая 1571 года случился один из самых сильных московских пожаров XVI века. По свидетельству очевидцев, за несколько часов сгорели практически все деревянные строения за «тридцать миль» до Кремля. 
Сам город неприятель не взял, но зажег его предместья, которые (состоя из деревянного строения, без камня, кирпича или глины, за исключением немногих наружных покоев) сгорели с такой быстротой и огонь так далеко распространился, что в четыре часа не стало большей части города, имеющего до 30 миль или более в окружности. Зрелище было ужасное... Таким образом, в одно и то же время от огня и давки погибло (как сказывают) 800 000 человек или более.Английский дипломат Джильс Флетчер, «Of the Russe Common Wealth» («О Русском Государстве»)
Единственным безопасным местом был каменный Кремль, а из-за пожара и вестей о скором приближении русских войск Девлет-Гирей решил его не штурмовать. Огонь охватил торговые ряды и лавки у стен Кремля, после чего будущую Красную площадь долгое время называли Пожаром. Татары грабили усадьбы и слободы, поджигали церкви и дворы. Немецкий путешественник и историк Адам Олеарий вспоминает, что Москва «совершенно погорела вплоть до Кремля при большом набеге крымских или перекопских татар». По сведениям «Пискарёвского летописца», за три часа Москва выгорела целиком «и людей без числа згорело всяких». По мнению английского дипломата Джерома Горсея, пожар начался от колокольни Ивана Великого, из-за сильного ветра и жары огонь быстро распространился по всему городу. 
Утро было чрезвычайно хорошее, ясное и тихое, без ветра, но когда начался пожар, то поднялась буря с таким шумом, как будто обрушилось небо, и с такими страшными последствиями, что люди гибли в домах и на улицах. На расстоянии 20 миль в окружности погибло множество народа, бежавшего в город и замки, и пригороды, где все дома и улицы были так полны народом, что некуда было притесниться; и все они погибли от огня, за исключением некоторых воинов, сражавшихся с татарами, и немногих других, которые искали спасения через стены, к реке, где некоторые из них потонули, а другие были спасены.Джером Горсей
Поначалу татарский хан приказал подпалить увеселительный двор великого князя — Коломенское — в 1 миле от города. Все, кто жил вне города в окрестных слободах, — все бежали и укрылись в одном месте: духовные из монастырей и миряне, опричники и земские. На другой день он поджег земляной город — целиком все предместье; в нем было также много монастырей и церквей. За шесть часов выгорели начисто и город, и кремль, и опричный двор, и слободы. Была такая великая напасть, что никто не мог ее избегнуть!Опричник Генрих Штаден
Вытесненные пожаром горожане и беженцы бросились к самым дальним северным воротам столицы, где образовалась давка. В толпе был заколот ножом городской воевода Никита Шуйский. Митрополит Кирилл с духовенством укрылись в соборной церкви Успения. Воевода князь Иван Бельский задохнулся, укрывшись в в каменном погребе своего дома, погиб также царский лейб-медик итальянец Арнольд Лензей. Историк Сергей Соловьёв писал: «Других князей, княгинь, боярынь и всяких людей кто перечтет? Москва-река мертвых не пронесла: специально были поставлены люди спускать трупы вниз по реке. Хоронили только тех, у кого были родственники или знакомые».
Грех ради наших начяша татаровя к острогу приступати и разорваша острог за Неглинною от Ваганкова и зажьгоша посад. А нача посад горети не татарским зажегом, но гневом божиим. Начяша буря велия, начяша с хором верхи с огнём носити по всем улицам. И оттуле начяша вес посад. И загореся Пётр Святы на Арбате и сорвало с него верх и бросило в город в Кремле. И в Кремле погоре все дворы и церквы деревяныя, а у каменных церквей верхи погоре. И двор государев згорел. А с Пушешной избы верх сорвало и бросило в Китай город и от того погоре город Китай весь, и церкви божия на обеих городех кровле грацкая згоре и многое множество людей погоре.Летописец, близкий к Разрядному приказу
Деревянные постройки в городе и на прилегающих территориях выгорели за несколько часов. От жары разрушались каменные строения и падали церковные колокола. В летописях упоминалось, что взрывы пороховых складов в подземельях и крепостных башнях нанесли серьёзный ущерб: «…вырвало две стены городовых: у Кремля пониже Фроловского мосту против Троицы, а другую в Китае против земского двора». В общей сложности в огне сгорели и задохнулись несколько тысяч человек. Многие пытались спастись на Москве-реке. Очевидцы вспоминали, что у реки и во рвах столпились тысячи людей со своими вещами. Уже после пожара Иван Грозный отдал приказ сбросить все тела погибших в Москву-реку. В течение последующего года реку очищали от трупов и скарба. В реке находили мешочки с драгоценностями, кольца, дорогие сосуды и другую утварь. Из-за смрада и антисанитарии в городе началась эпидемия: «того же году и на другой год на Москве был мор и по всем городом русским».
Девлет-Гирей, поражённый зрелищем огненной бури, отвёл свои войска к Коломенскому. Некоторые крымские татары на свой страх и риск бросились грабить в охваченном огнём городе, но погибли вместе с москвичами. Поскольку хан не одержал убедительной военной победы и опасался повторного сбора русского войска, он не стал идти на северные и северо-восточные уезды, а повернул назад по рязанской дороге, подвергнув по пути опустошению юго-восточную «украйну» и уведя за собой множество пленных.
Иван IV не сразу вернулся в сожжённую Москву. Он повелел собрать купцов, ремесленников и торговцев из разных городов, чтобы заново отстроить и заселить столицу. Для этого в городе отменили налоги и ввели беспошлинную торговлю. Были наняты около семи тысяч каменщиков и строителей, которые за четыре года возвели вокруг Москвы новую каменную стену. В столице также издали полицейское распоряжение, запрещавшее допуск к месту последующих пожаров тех, кто не принимает участие в тушении.
Это крайне удивительно и все люди, видевшие Москву до того и бывшие в ней также во время пожара, говорят, что если бы московит сам нарочно захотел зажечь и сжечь город, то ему невозможно было бы сжечь до чиста в несколько дней того, что сгорело в три часа. Тут московиту было отплачено за всё, что он сделал с бедной Ливонией и Финляндией прошлою зимою.Ливонский летописец Бальтазар Рюссов, «Ливонская хроника»

### Последствия похода

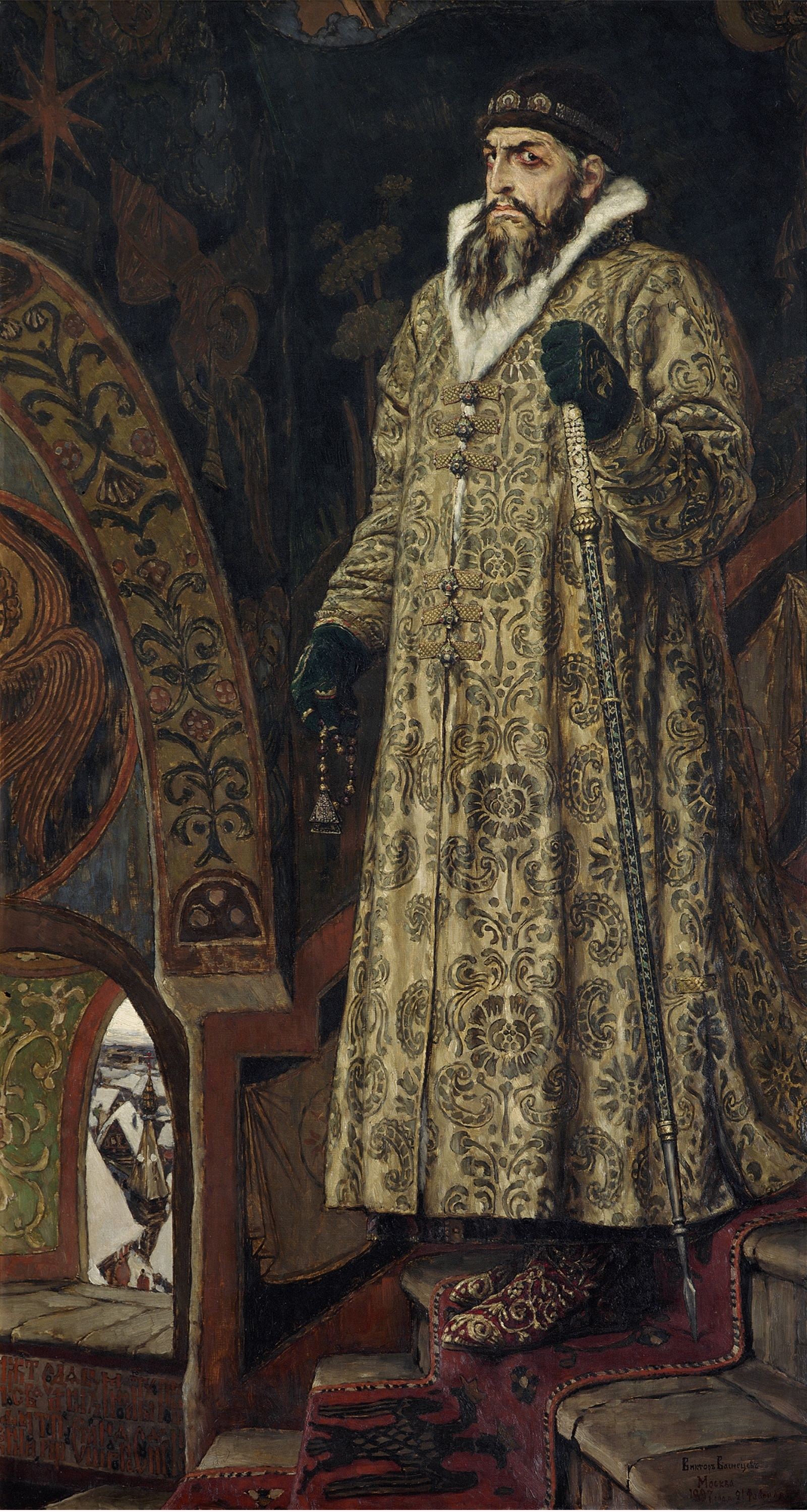
Портрет царя Ивана Грозного кисти Виктора Васнецова, 1897 год

Поход на Москву стал её последним крупным разорением татарами. Исследователи считают пожар 1571 года ещё более масштабным, чем «великий пожар» 1547-го. Про события набега говорили, что в городе не осталось столба, чтобы привязать лошадь. Трудно оценить количество погибших и захваченных в плен во время похода Девлет-Гирея. По разным источникам, эти цифры составляли от 60 до 150 тысяч уведённых в рабство и от 10 до 120 тысяч погибших при нападении на Москву. Крымский посол в Варшаве рассказывал, что во время похода было убито 60 тысяч человек и ещё столько же попало в плен. Джильс Флетчер считал, что погибло порядка 800 тысяч человек. И хотя эта цифра явно преувеличена, потери России были действительно огромными. О большом разорении Москвы свидетельствует папский легат Поссевино, который насчитывал в 1580 году не более 30 тысяч населения, хотя ещё в 1520-м в Москве было 41 500 домов и не менее 100 тысяч жителей.
В военном отношении, сражение под Москвой хоть и было сопряжено для русской стороны с серьёзными потерями, однако оно не стало разгромом русских войск. В результате разворачивающихся событий, армия пришла в расстройство, также на улицах Москвы были практически полностью уничтожены огнём её обозы, пало множество коней, пострадала полевая артиллерия. Однако численность войска, комплектуемого из поместной конницы за счёт служилых городов, судя по кампании следующего 1572 года, существенно не сократилась.
Пожар оказал большое влияние на внутреннюю и внешнюю политику Ивана Грозного. Небоеспособность опричных войск при защите столицы продемонстрировала необходимость роспуска опричнины. Сожжённый Опричный двор не восстановили, а некоторые видные опричники были казнены. После трагических событий московское правительство также задумалось о строительстве каменной стены вокруг Белого города, которую было бы не под силу преодолеть татарской коннице. Так была возведена Белгородская стена в начале 1590-х годов правительством царского шурина Бориса Годунова.
Поход на Москву изменил внешнеполитические отношения Русского государства. Помимо осложнившихся отношений с Крымским ханством и Османской империей, Ивану Грозному пришлось пойти на уступки в переговорах с другими государствами. Например, в 1571 году он согласился возобновить торговые привилегии для английских купцов.
Девлет-Гирей писал царю о причинах своего нападения на Москву:
Жгу и пустошу все из-за Казани и Астрахани, а всего света богатство применяю к праху, надеясь на величество божие. Я пришел на тебя, город твой сжег, хотел венца твоего и головы; но ты не пришел и против нас не стал, а ещё хвалишься, что-де я московский государь! Были бы в тебе стыд и дородство, так ты б пришел против нас и стоял.
Александр Зимин сообщает, что на встрече с крымскими послами 15 июня 1571 года Иван Грозный был готов создать в Астрахани татарское княжество, тем самым отдав его под контроль Девлет-Гирея. Передать Казань крымскому хану Грозный отказался:
Ты в грамоте пишешь о войне, и если я об этом же стану писать, то к доброму делу не придем. Если ты сердишься за отказ к Казани и Астрахани, то мы Астрахань хотим тебе уступить, только теперь скоро этому делу статься нельзя: для него должны быть у нас твои послы, а гонцами такого великого дела сделать невозможно; до тех бы пор ты пожаловал, дал сроки и земли нашей не воевал.
Девлет-Гирей также прислал царю послов с требованием «выхода», то есть повышенной дани. Согласно одной из поздних летописей, Грозный разыграл перед ними представление, надев сермягу и баранью шубу: «Видишь де, меня, в чём я? Так де меня царь зделал! Всё де мое царство выпленил и казну пожег, дати де мне нечево царю!». Джером Горсей писал, что в ответ на это татарский посол протянул царю «грязный острый нож», якобы посланный ханом, чтобы царь перерезал себе горло и избавился от позора. Кондратьев писал, что в гневе Иван приказал некоторым из них отрубить головы, а другим отсёк носы и уши и отослал обратно с топором вместо дани.
Стремясь повторить успех летней кампании, Девлет-Гирей планировал захват и подчинение всей Руси. Этот план нашёл поддержку у османской администрации в Стамбуле. В 1572 году хан организовал новый поход на Москву, однако битва при Молодях закончилась разгромом крымско-турецкой армии.